# غل مرغي (أمجز)
غل مرغي (بالفارسية: گل مرگی) هي قرية تقع في إيران في قسم أمجز الريفي.